# Smilisca phaeota
Espèce
Synonymes
- Hyla phaeota Cope, 1862
- Hyla baudini dolomedes Barbour, 1923
- Hyla carinata Andersson, 1939

Statut de conservation UICN

 LC  : Préoccupation mineure
Smilisca phaeota est une espèce d'amphibiens de la famille des Hylidae.

## Répartition
Cette espèce se rencontre au Honduras, au Nicaragua, au Costa Rica, au Panama, en Colombie et dans le nord de l'Équateur.

## Publication originale
- Cope, 1862 : Catalogues of the Reptiles Obtained during the Explorations of the Parana, Paraguay, Vermejo and Uraguay Rivers, by Capt. Thos. J. Page, U. S. N.; And of Those Procured by Lieut. N. Michler, U. S. Top. Eng., Commander of the Expedition Conducting the Survey of the Atrato River. Proceedings of the Academy of Natural Sciences of Philadelphia, vol. 14, p. 346-359 & 594 (texte intégral).